# Adobe Director
Adobe Director (zuvor: Macromedia Director) ist ein Autorensystem zum Erstellen komplexer, interaktiver, multimedialer Internet-, DVD-, CD-ROM- und Kiosk-Anwendungen. Es verfügt über die individuelle objektorientierte Programmiersprache Lingo (und JavaScript) und integriert eine Vielzahl verfügbarer Medien.
Am 27. Januar 2017 verkündete Adobe, dass Director ab dem 1. Februar 2017 nicht weiterverkauft wird.

## Allgemeine Beschreibung
Mit Director kann man Programme für Windows und macOS erzeugen (Cross-Plattform-Entwicklung). Diese Director-Anwendungen können auch als ».DCR« über das Internet gestreamt oder zur Offline-Nutzung heruntergeladen werden und plattformunabhängig in Webbrowsern genutzt werden, die das kostenlose Shockwave-Plug-in installiert haben. Dieses Browser-Plug-in hat laut Adobe eine Verbreitung von 406 Millionen Installationen (Stand 12/07).
Director kann komfortabel eine Fülle audiovisueller Medientypen integrieren, darunter Flashfilme. Im Gegensatz zu Authoring-Programmen wie Adobe Flash bietet Director die Möglichkeit, echte 3D-Objekte zu importieren und in Echtzeit zu steuern. Die im Internet immer hochwertiger angebotenen 3D-Spiele und -Anwendungen werden in der Regel mit Director realisiert, und zwar als Shockwave 3D. Mit Director können auch interaktive »Enhanced DVDs« erstellt werden. Dabei greift Director vom DVD-ROM-Teil einer hybriden DVD auf den Video-DVD-Teil zu und kann damit MPEG-2-Videos in der für den Computer bestimmten interaktiven Anwendung darbieten. Ebenso können über den Export in das Shockwave-Format Video-DVD-Inhalte im Browser mit Online-Informationen verknüpft werden.
Viele Audio-CDs besitzen auch einen Datenteil, der – in einen PC eingelegt – die Audio-CD in ein Multimedia-Produkt verwandelt. Solche erweiterten Funktionen werden ebenfalls sehr oft mit Director entwickelt.
Der immense Funktionsumfang kann durch Zusatzmodule erweitert werden. Diese Zusatzmodule werden Xtras genannt. Es gibt sowohl kostenlose als auch kostenpflichtige Xtras. Sie können den Funktionsumfang der Programmiersprache Lingo erweitern, weitere Medientypen (beispielsweise PDF, QuickTime, Datenbanken, Photoshop-Bilddateien) verfügbar machen oder z. B. Zugriff und Steuerung von speziellen Geräten ermöglichen. Darüber hinaus gibt es Xtras, die den Funktionsumfang der Entwicklungsumgebung erweitern. Xtras können unter anderem in der Programmiersprache C++ entwickelt werden; schon in der Grundversion umfasst Director zahlreiche Xtras. Durch diesen modularen Aufbau ist die Dateigröße der Directorprogramme nur so groß wie für den Anwendungsfall nötig.
Director ist nach wie vor das Standardtool zur Erstellung multimedialer Kiosk-, CD-ROM- und DVD-Anwendungen. Es wurde früher für die Postproduktion beim Film eingesetzt und ist heute in Kombination mit dem Programm Flash ein mächtiges Werkzeug, um anspruchsvolle on- und offline Multimediaprogramme zu erstellen. Ein großer, bislang nicht erreichbarer Vorteil von Director im Vergleich zu Flash ist wie erwähnt die Möglichkeit, Echtzeit-3D-Elemente zu integrieren.

## Geschichte
Das Unternehmen MacroMind wurde 1984 von Marc Canter, Jay Fenton und Mark Pierce gegründet. Diese entwickelte für den Apple Macintosh die Animationssoftware VideoWorks, welche zwei Versionen später in Director umbenannt wurde. Durch den Zusammenschluss mit der Firma Authorware entstand Macromedia.
Unter dem Dach von Macromedia wurde Director bis zum Dezember 2005 kontinuierlich weiterentwickelt. Im Dezember 2005 wurde Macromedia von Adobe Inc. komplett übernommen. Director erschien auch dort im Produktportfolio, bis der Verkauf am 1. Februar 2017 eingestellt wurde.

## Unterstützte Medienformate
Director ermöglicht unter anderem die Einbindung, Wiedergabe und Steuerung von DVD-Video-Content. Bereits seit den 1990ern können Schriftarten (Fonts) eingebunden werden; das ermöglicht die Textdarstellung mit einem auf dem Zielrechner nicht installierten Zeichensatz.
| Text | Grafik                                    | Audio                         | Video                                                                                      | Spezialformate                                                    |
| --- | ----------------------------------------- | ----------------------------- | ------------------------------------------------------------------------------------------ | ----------------------------------------------------------------- |
| - XML (Unicode ab Version 11) - Rich Text Format - Text - URL - HTML (eingeschränkt) - Font (Zeichensatz/Schriftdatei) | - BMP - JPG - GIF - PNG - TGA - PCT - PSD | - MP3 - AIFF - WAV - AU - SWA | - QuickTime - RealMedia - MPEG-1 - AVI - WMV - FLC - DVD-Video - H.264 - Flash Video - F4V | - DCR - SWF - Shockwave 3D - FLA - ActiveX Controls (nur Windows) |

### Versionen
| Version        | Produktname | Datum      | Hersteller | Entwicklungs- plattformen | Anmerkungen und Funktionen |
| -------------- | ----------- | ---------- | ---------- | ------------------------- | --- |
| I              | VideoWorks  | 1985       | MacroMind  | Apple                     | Aus diesem Produkt wird später die Software „Director“ entstehen. In dieser Version nur einfarbige Grafiken. |
| II             | VideoWorks  | 1987       | MacroMind  | Apple                     | Mehrfarbige Darstellung. Spätere Erweiterung zum Produkt „VideoWorks Interactive“, das aber nie in den Vertrieb gelangte. Integration einer einfachen, an Basic orientierten Scriptsprache. |
| 1.0            | Director    | 1988       | MacroMind  | Apple                     | Die Software „VideoWorks Interactive Pro“ wird umbenannt zu „Director 1.0“. |
| 2.0            | Director    | 1990       | MacroMind  | Apple                     | John (JT) Thompson und Erik Neumann ersetzten die ursprüngliche, von Jamie Fenton entwickelte „Tiny Basic“ Programmiersprache durch „Lingo“. |
| 3.0            | Director    | 1991       | MacroMind  | Apple                     | Einführung der „XObjects“: PlugIn Modell, mit dessen Hilfe die Funktionalität von Director durch Dritthersteller erweitert werden konnte. Fertige Produkte konnten auf diesen Plattformen abgespielt werden: Windows 3.1, OS/2, Personal IRIS, fm towns, 3DO. |
| 3.1.3          | Director    | 1993       | Macromedia | Apple                     | Umbenennung der Firma MacroMind zu Macromedia. Integration von Apple Quicktime. |
| 4.0            | Director    | 1994       | Macromedia | Apple                     | Erweiterung von Lingo in Form von Listen und „Parent“-Scripttypen. |
| 4.0.1          | Director    | 1994       | Macromedia | Apple                     | PowerMac Update. |
| 4.0.3          | Director    | 1994       | Macromedia | Windows                   | Erste Veröffentlichung einer Entwicklungsumgebung für Windows-Systeme. |
| 4.0.4          | Director    | 1994       | Macromedia | Apple, Windows            | Erste gemeinsame Version für Apple und Windows. Letzte Veröffentlichung der Entwicklungsumgebung auf 18 Floppy Disks. Im Dezember 1995 wurde das Shockwave-PlugIn veröffentlicht, mit dessen Hilfe Director-Filme im Browser abgespielt werden konnten. Das entsprechende Veröffentlichungsmodul für Director trägt den Namen „Afterburner“. |
| 5.0            | Director    | 1996       | Macromedia | Apple, Windows            | Weiterentwicklung der XObjects und Umbenennung zu „Xtra“. Einführung eines Debuggers, mehrere Besetzungen. 120 Sprite-Kanäle. Einführung der MOA („Macromedia Open Architecture“). |
| 6.0            | Director    | 1997       | Macromedia | Apple, Windows            | Komplette Implementierung von „Afterburner“. Zur Erstellung von Shockwave-Dateien muss nun kein Zusatzmodul mehr herangezogen werden. Einführung von Behaviours. |
| 6.5            | Director    | 1998       | Macromedia | Apple, Windows            | Update, das Probleme mit der zwischenzeitlich eingeführten Version von Quicktime 3 behob. |
| 7.0            | Director    | 1999       | Macromedia | Apple, Windows            | Fast vollständige Neuprogrammierung des Produkts. Einführung von 1.000 Sprite-Kanälen, Sprite-Rotation, eingebettete Schriftsätze, Vektorformen. Für die Programmierumgebung bestand die größte Neuerung durch die Einführung einer Punktsyntax und des Multiuser Servers, mit dessen Hilfe sogar Online Rollenspiele möglich wurden. |
| 8.0            | Director    | 2000       | Macromedia | Apple, Windows            | Einführung von Imaging Lingo, Überarbeitung der alten Sound-Engine und Multiuser-Server 2.0. Generelles Stabilitäts-Update. |
| 8.5            | Director    | 2001       | Macromedia | Apple, Windows            | Erstmalige Importmöglichkeit von Adobe Flash Inhalten (Version 5). Einführung einer hardwareunterstützten 3D-Engine (Shockwave 3D). Update des Multiuser-Servers auf die Version 3.0. |
| MX (9.0)       | Director    | 2002       | Macromedia | Apple, Windows            | Produkte sind mit macOS kompatibel. Importmöglichkeit für Adobe Flash Version 6. Einstellung des Multiuser-Servers und des Multipler Xtras. |
| MX 2004 (10.0) | Director    | 05.01.2004 | Macromedia | Apple, Windows            | Einführung von ECMAScript, einer Javascript-ähnlichen Programmiersprache und eines neuen Document object model (DOM). Erstmals kann man am Mac Runtimes für den PC kompilieren und umgekehrt. Integration von DVD-Video und DVD-Video-Steuerungsfunktionen. |
| 11.0           | Director    | 25.03.2008 | Adobe      | Apple, Windows            | Nach dem Kauf von Macromedia durch Adobe (am 18. April 2005) die erste Version unter dem neuen Besitzer. Erneut grundlegende Kompletterneuerung des Tools, um die vollständige Integration von Unicode zu gewährleisten. Support für Direct X9 und Flash 8. Wiederbelebung des Multipler Servers und Multiuser Xtras. Nativer Runtimesupport für Windows Vista und auf Intel-CPUs laufenden Apple Macintosh-Systemen. Erstellen von „Universal Binares“. |
| 11.5           | Director    | 23.03.2009 | Adobe      | Apple, Windows            | Neue Sound-Engine mit neuen Echtzeit Audiomixern und Filtern, 5.1 Sound. Neuer Darstellertyp „byteArray“. Unterstützung von 3D Hardware-Antialiasing. Unterstützung für weitere Videoformate: H.264, MPEG-4, FLV, F4V und generell Full-HD. Streaming-Unterstützung für Ton und Video über RTMP. Audio- und Bitmap-Filter anwendbar auf Videos. Unterstützung für Mac OS X Leopard.                                                                      |
| 11.5.8         | Director    | 06.09.2010 | Adobe      | Apple, Windows            | Erweiterte „Character Controller“ Fähigkeiten für 3D-Modelle, Simulation von Kleidung, Cross domain policy Verbesserungen, verbessertes 3D Hardware Antialiasing, verbesserte Audioformat Einstellungen, Unterstützung für Flash Player 10/ActionScript 3 Filme, Unterstützung für Flex/FlashBuilder, Shockwave für Mac 64 bit. |
| 11.5.9         | Director    | 18.08.2011 | Adobe      | Apple, Windows            | Parallax mapping, Cube mapping, Normal mapping, „Render to texture“, Collada Import. |
| 12.0           | Director    | 11.02.2013 | Adobe      | Apple, Windows            | Erstmals Veröffentlichung auf iOS-Geräten möglich (Apple-Entwicklungsumgebung von Director ist Voraussetzung). Stereoskopie, neue Nachbearbeitungseffekte, Texturen und Shader. Unterstützung für Flash 11.0. Letzte offizielle Version: Einstellung des Verkaufs zum 1. Februar 2017. |

## Beispiele
- Phosphor – Netzwerkfähiger first-person 3D-Shooter (Seite nicht mehr abrufbar, festgestellt im August 2022. Suche in Webarchiven) (Beta)
- 3D City – Demoflug durch Modellstadt (Seite nicht mehr abrufbar, festgestellt im August 2022. Suche in Webarchiven)
- Beispiele für Spiele unter Shockwave (Memento vom 6. Juni 2007 im Internet Archive)
- Liste mit Shockwave3D Content (Memento vom 12. August 2004 im Internet Archive)
- Shockwave Game (Seite nicht mehr abrufbar, festgestellt im August 2022. Suche in Webarchiven)